# مات لوك
مات لوك (بالإنجليزية: Matt Luke)‏ هو لاعب كرة قاعدة أمريكي، ولد في 26 فبراير 1971 في لونغ بيتش في الولايات المتحدة.

## وصلات خارجية
- مات لوك على موقعبيزبول رفرنس.كوم (الدوري الرئيسي) (الإنجليزية)
- مات لوك على موقعبيزبول رفرنس.كوم (الدوري الثانوي) (الإنجليزية)